# John Smeaton
John Smeaton, angleški gradbeni inženir, * 8. junij 1724, † 28. oktober 1792.
Smeaton velja za očeta gradbenega inženirstva. V svojem življenju je deloval predvsem na mostovih, kanalih, zalivih, svetilnikih, ...